# Mukesh Ambani
Mukesh Ambani (Aden, Jemen, 19. travnja 1957.) indijski je biznismen i naftni tajkun. Prema časopisu „Forbes”, on je 10. najbogatija osoba na planetu i najbogatiji Indijac, s bogatstvom od preko 90,7 milijardi dolara.

## Obitelj i počeci
Mukeshov otac Dhirubhai Ambani osnovao je malu tvrtku za trgovinu tkaninom u Mumbaiju 1957. i postupno je izgradio u uspješan konglomerat „Reliance Industries”, a kasnije je ušao u poslove na područjima energetike, petrokemije i telekomunikacija. Nakon očeve smrti 2002., vodio je ogorčenu bitku za naslijeđe s bratom blizancem Anilom Ambanijem. Na kraju su obiteljske tvrtke podijelili na način da je Mukeshu Ambaniju pripao petrokemijski dio obiteljskog portfelja. Anil je preuzeo mlađe tvrtke uključujući telekom i digitalne platforme.

## Poslovanje
Mukesh Ambani posjeduje „Reliance Industries”, čija tržišna vrijednost predstavlja 3,5 posto indijskog gospodarstva. Uglavnom trguje naftom i posjeduje najveću rafineriju na svijetu, koja može proizvesti 660.000 barela dnevno. Diplomirao je primijenjenu kemiju na Sveučilištu u Bombaju, ali studije na Sveučilištu Stanford u SAD-u započeo je, ali nije završio. Posjeduje jednu od najvećih kolekcija luksuznih automobila na svijetu. U Mumbaiju je dao izgraditi jedinstvenu rezidenciju Antilia visoku 173 metra za milijardu dolara. Često se naziva najskupljim obiteljskim domom na svijetu. Vlasnik je indijskog kriket kluba „Mumbai Indians”.
Godine 2016. osnovao je mobilnu mrežu „Jio Platforms” i povoljnom uslugom dobio 400 milijuna novih korisnika. Time je povećao broj korisnika interneta u Indiji na 750 milijuna. Sljedećih godina koncentrirao se na izgradnju maloprodajnog lanca trgovina, a uz pomoć stranih investitora izgradio je najveći lanac u Indiji s više od 12.000 trgovina. Istodobno pokušava dobiti veći udio u online trgovini, koju 60% kontroliraju američki Amazon i Walmart, pretvarajući tisuće tradicionalnih indijskih trgovina "kiranas" u online trgovanje. Pokrenuo je vlastitu indijsku 5G mrežu, temeljenu na domaćem hardveru i tehnološkim komponentama. Od ožujka do studenog 2020. uspio je dobiti investicije u iznosu od 27 milijardi dolara od američkih kompanija kao što su: Facebook, Silver Lake Partners, Google, Qualcomm ili Intel.
Opisan kao blizak prijatelj indijskoga premijera Narendre Modija, bio je jedan od glavnih korisnika reforme usmjerene na liberalizaciju poljoprivrede.
Član je upravnog odbora Svjetskog ekonomskog foruma (WEF). Ponekad ga se karakterizira kao plutokrata; privukao je pozornost i zloglasnost zbog izvješća o tržišnoj manipulaciji, političkoj korupciji, kronizmu i izrabljivanju. Časopis „Time” uvrstio ga je među 100 najutjecajnijih ljudi 2019. godine, u rubrici "Titani".